# Фелпс (Кентаки)
Фелпс (енгл. Phelps) насељено је место без административног статуса у америчкој савезној држави Кентаки.

## Демографија
По попису из 2010. године број становника је 893, што је 160 (-15,2%) становника мање него 2000. године.
| Група             | 2000.         | 2010.       |
| Белци             | 1.042 (99,0%) | 881 (98,7%) |
| Афроамериканци    | 2 (0,2%)      | 0 (0,0%)    |
| Азијати           | 0 (0,0%)      | 1 (0,1%)    |
| Хиспаноамериканци | 5 (0,5%)      | 5 (0,6%)    |
| Укупно            | 1.053         | 893         |